# С Богами: Два мира
«С Богами: Два мира» (кор. 신과함께: 죄와 벌) — южнокорейский фантастический фильм 2017 года, снятый режиссёром Ким Ён Хва по мотивам вебтуна Джу Ху Мина «С Богами». В фильме рассказывается про посмертные приключения пожарного и его прохождение испытаний с целью пройти реинкарнацию.
Премьера состоялась 20 декабря 2017 года. Сиквел под названием «С Богами: Последние 49 дней» вышел 1 августа 2018 года.
«С Богами: Два мира» является третьим самым просматриваемым и кассовым фильмом в истории южнокорейского кинематографа.

## Сюжет
Пожарный по имени Ким Джа Хон погибает во время пожара, спасая ребёнка. Он встречается с тремя ангелами смерти, которые объясняют ему, что за следующие 49 дней он должен пройти 7 испытаний и переродиться, а их задача — помочь ему в испытаниях, выступая в роли защитников на суде. Ангелы уверены в успехе предприятия, поскольку Ким Джа Хон погиб героем, и его душа считается «эталоном».
На первом суде пожарного обвиняют в том, что он не вытащил своего начальника из пожара. Однако, защитникам удаётся доказать, что начальник Ким Джа Хона сам приказал ему спасать других. Кроме того, ангелы указывают на то, что пожарный в тот день спас восьмерых человек. Судья выносит оправдательный приговор.
Перед вторым судом, судом лени, верховный ангел Ган Рим советует пожарному ни в коем случае не общаться с богиней. На суде выясняется, что Ким Джа Хон не проводил время в праздности, а, наоборот, работал на нескольких работах. Богиня спрашивает его, зачем он это делал, и тот отвечает, что ради денег. В этот момент позиция судьи меняется, она заявляет, что его богом являются деньги и готовится вынести обвинительный приговор. В этот момент, Ган Рим прыгает в воду и, удерживая уплывающий в сторону огромного водопада плот с обвиняемым, доказывает, что Ким Джа Хон, действительно, работал ради денег, но деньги он посылал больной маме и своему младшему брату. Тогда судья оправдывает героя.

## В ролях

### Главные роли
- Ха Чо Ну — Ган Рим
- Ча Тэ Хён — Ким Джа Хон
- Чжу Джи Хун — Хэвонмак
- Ким Хян Ги — Ли Док Чун